# Henry Northcote, 1. Baron Northcote

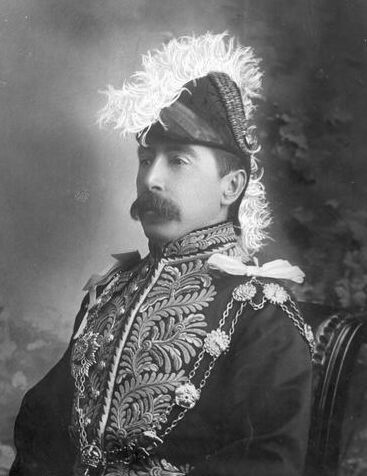
Henry Northcote, 1. Baron Northcote

Wappen des Henry Northcote, 1. Baron Northcote

Henry Stafford Northcote, 1. Baron Northcote, GCMG, GCIE, CB, PC (* 18. November 1846 in London; † 29. September 1911 in Ashford, Kent) war ein britischer Politiker und Kolonialadministrator. Er war Gouverneur von Bombay und der dritte Generalgouverneur Australiens.

## Werdegang
Northcote war der zweite Sohn des konservativen Politikers und Staatsmanns Sir Stafford Northcote, der 1885 zum Earl of Iddesleigh erhoben wurde, aus dessen Ehe mit Agnes Mary Cockburn († 1840). Er besuchte das Eton College und studierte am Merton College der Universität Oxford. Anschließend war er beim Außenministerium als Diplomat beschäftigt.
Northcote wurde 1880 als Abgeordneter für das Borough Exeter ins House of Commons gewählt. Diesen Sitz hielt er bis 1899. In der konservativen Regierung von Lord Salisbury hatte er nachgeordnete Ministerämter inne. Am 23. November 1887 wurde er als erblicher Baronet, of Seamore Place in the Parish of St George, Hanover Square, in the County of Middlesex, geadelt. Im November 1899 wurde er zum Gouverneur der Provinz Bombay in Britisch-Indien ernannt, wo er im Februar 1900 eintraf. Zuvor wurde er am 22. Januar 1900 als Baron Northcote, of the City and County of the City of Exeter, zum erblichen Peer erhoben und wurde dadurch Mitglied des House of Lords. Er war noch als Gouverneur in Bombay, als der Kolonialminister Joseph Chamberlain ihm 1903 das Amt des Generalgouverneurs von Australien anbot.
Die ersten beiden Generalgouverneure, Lord Hopetoun und Lord Tennyson, hatten nur kurze Amtszeiten sowie problematische Verhältnisse mit den australischen Ministern gehabt. Die britische sowie die australische Regierung wollten Stabilität und Kontinuität, so dass Northcote für eine fünfjährige Amtsperiode eingesetzt wurde. Seine lebenslange Erfahrung in der Politik und seine Zeit in Bombay machten ihn zu passenden Besetzung. Er war weder autoritär wie Hopetoun noch bieder wie Tennyson, was einen guten Eindruck bei den Politikern und der Öffentlichkeit machte.
Dies war deswegen wichtig, weil Northcote der erste australische Generalgouverneur war, der sich mit labilen politischen Verhältnisse auseinandersetzen musste. Im April 1904 trat Premierminister Alfred Deakin von seinem Amt zurück. Ihm folgten in schneller Reihenfolge der Laborführer Chris Watson, der Free Trade Führer George Reid und dann schließlich Deakin wieder. Beide, Watson und Reid, baten Northcote vor ihren jeweiligen Rücktritten, das Parlament aufzulösen; in beiden Fällen lehnte er ab. Es war ein Zeichen von Northcotes starker Position, dass diese Entscheidungen allgemein respektiert wurden.
Wie seine Vorgänger sah Northcote sich selbst sowohl als diplomatischen Vertreter der britischen Regierung als auch als Vizekönig. Er war auch aktiv an den Verhandlungen zwischen der britischen und der australischen Regierung über die umstrittenen Handels- und Schifffahrtsbelange beteiligt, obwohl sein Einfluss nach 1906 nachließ, als die Liberal Party im Vereinigten Königreich an die Macht kam.
Northcote und Deakin hatten sich 1907 miteinander zerstritten, als der Generalgouverneur sich auf Anweisungen von London weigert, einem Gesetz zuzustimmen, das die Möglichkeit einschränkte, gegen Entscheidungen australischer Gerichte Rechtsmittel vor dem Privy Council in London einzulegen. Deakin, obwohl ein treuer Imperialist, glaubte, dass Australiens Parlamente in Australien souverän sein sollten, und sagte es so unverblümt Northcote. Dies veranlasste Northcote dazu, im Februar 1908 zu verlautbaren, dass er seinen Rücktritt ein Jahr früher wünsche. Er verließ im September Australien. In England verschlechterte sich seine Gesundheit, so dass er 1911 im Alter von 64 Jahren verstarb.
Am 2. Oktober 1873 hatte er Hon. Alice Stephen († 1934), Tochter des Präsidenten Canadian Pacific Railway, George Stephen, 1. Baron Mount Stephen, geheiratet, die 1919 zur Dame Commander des Order of the British Empire ernannt wurde. Da die Ehe kinderlos blieb, erloschen seine Adelstitel bei seinem Tod.